# Стрелецкий голова

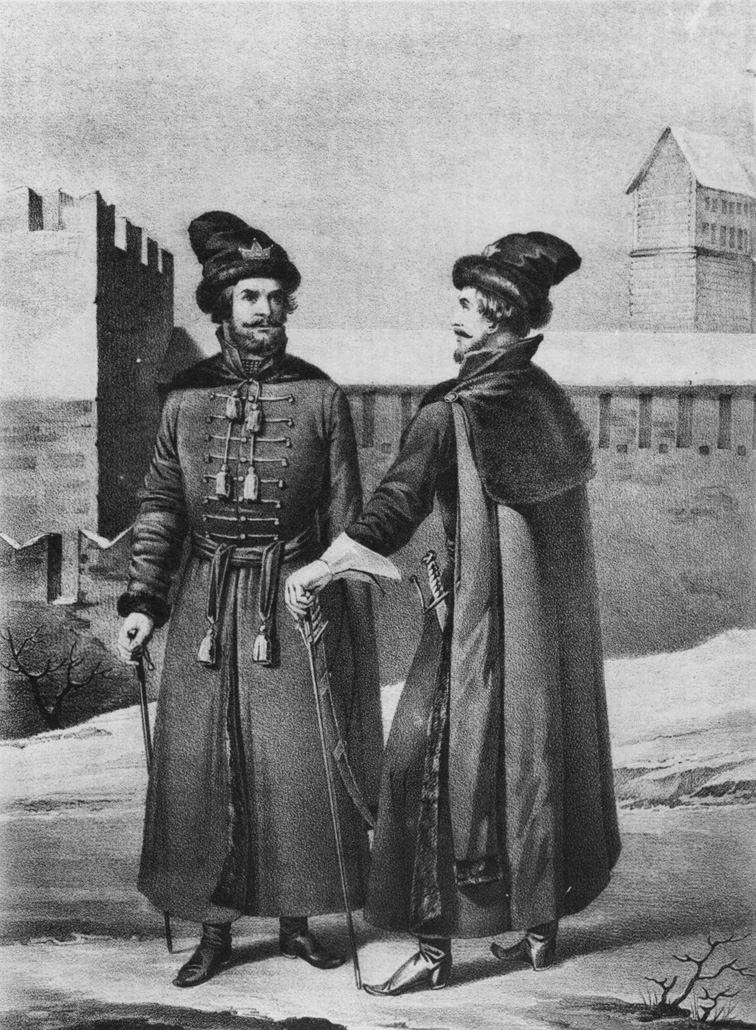
Начальные люди или офицеры Московских Стрелецких полков. Видны трости.

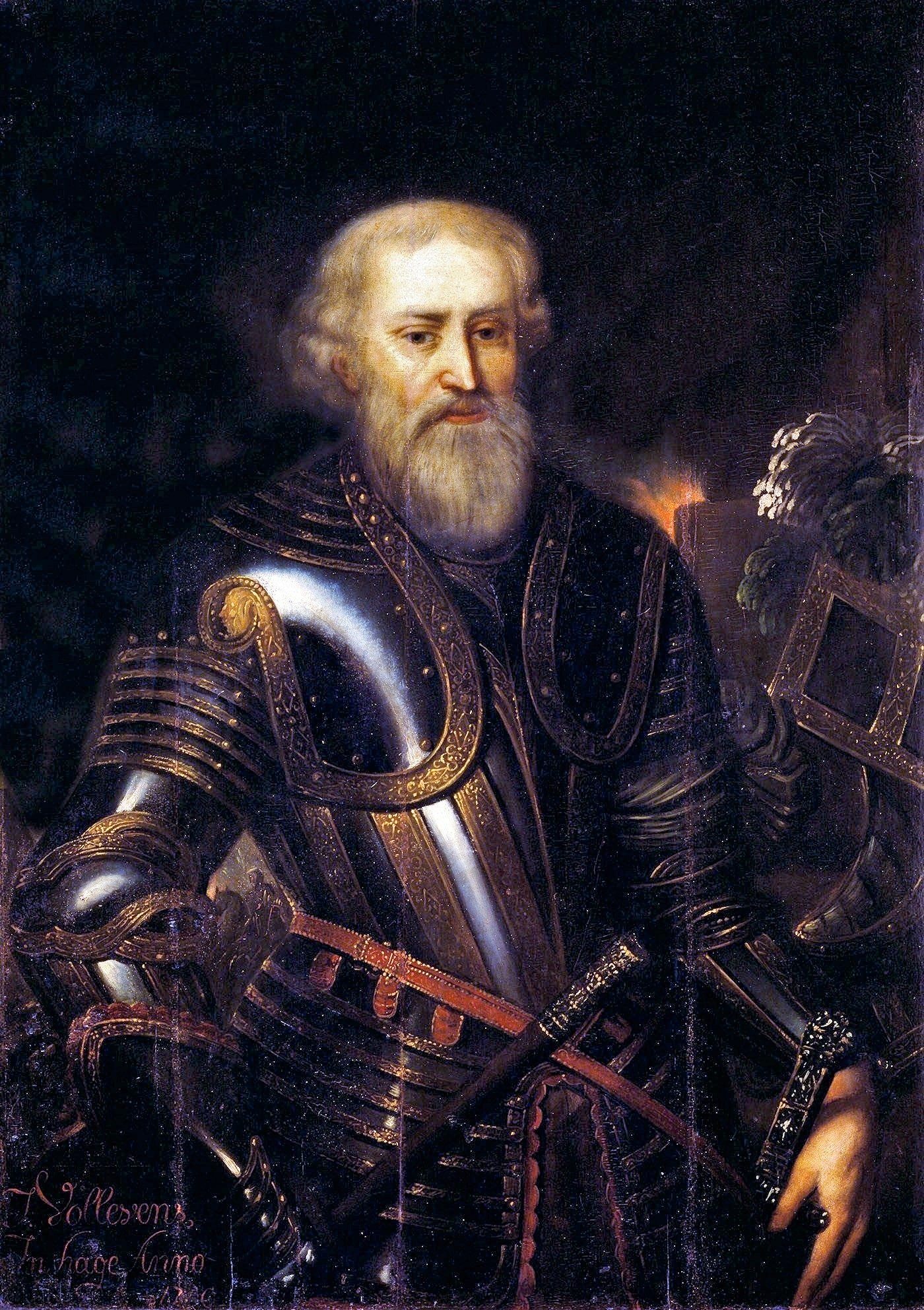
А. С. Матвеев, в 1654—1671 годах стольник, полковник и стрелецкий голова 3-го приказа.

Стрелецкий голова или Голова стрелецкий — воинская должность (голова) в Вооружённых Силах Русского государства, в XVI—XVII веках.
голова стрѣлецкой Иванъ Голохвастовъ съ сотники и съ стрѣлцы его прибору
Нахождение в должности головы называется «головством».

## История
Стрелецкий голова, как высший чин, обычно руководил формированием («прибор» (отряд), затем «приказ» — Голова приказа, полк), в зависимости от рода оружия, формирования и поселения, численностью от 500 и до 1 000 человек личного состава (на практике в пределах 600 — 1 200 человек), с местом дислокации, в одном месте (сторо́жа, слобода, крепость (город), участок границы (засеки)). Титул соответствовал чину полковник. Иногда в одном лице соединялись должности стрелецкого головы и городничего, в малых украинных городах России.
Стрелецкие головы назначались из дворян и детей боярских, каждый из них, как правило, был начальником пяти сотен стрелецкой пехоты (по документам известны также стрелецкие полуголовы, начальники двух — трёх сотен стрельцов), и на должность назначались центральным правительством, позднее назначались из числа дворян московских или стряпчих (придворный чин, следующий за стольником). Стрелецкие головы были прежде всего военными начальниками, но их компетенция шла дальше военной организации стрельцов, казаков и других служивых, и была в разное время и различных местностях России неодинаковою.
Это должностное лицо в основном находилось в подчинении (не всегда) ратного воеводы. Исполнял обязанности в стрелецком войске, по руководству подчинёнными ему сотниками, пятидесятниками, десятниками и стрельцами (Московские стрельцы), в больших городах России (Руси) в основном находилось в подчинении (не всегда) городового воеводы, и исполнял обязанности в гарнизонном войске (Городовые стрельцы и казаки), в то же время они все были прямо подчинены и центральному правительству России (Стрелецкий приказ). Вообще же вопрос об отношении стрелецких голов к воеводам решался в каждом данном случае особо, то есть персонально, в зависимости от города (гарнизона).
В основном Стрелецкие головы были в Москве, командовали только стрельцами (с начало было 6, по «статьям» (приказам), позже число их увеличилось по количеству полков московских стрельцов), позже и в больших и малых украинных городах Русского государства, в распоряжении которых были стрельцы, пушкари, посадские люди и другие военнослужащие.
По словам Г. К. Котошихина, в середине XVII века:
Дворяне Московские; и тех дворян посылают для всяких дел, и по воеводствам, и по посолствам в послех, и для сыскных дел, и на Москве в Приказех у дел, и к служилым людем в началные люди, в полковники и в головы стрелецкие.
В украинных городах стрелецкие головы были поставлены как начальные люди над отрядами стрельцов, казаков и других людей родов оружия. В их обязанности входило обучение личного состава отряда военному делу, «прибор» на «выбылые» места вольных людей, творили суд, кроме «разбойных и татебных дел и больших исков», и расправу над стрельцами, казаками и другими рядовыми служителями по-прибору, наказывал провинившихся батогами и кнутом. Также были обязаны лично исполнять все требования воеводы, они, однако, не вполне подчинялись ему в управлении своей частью, которое нередко производилось ими на основании особого наказа стрелецкого приказа (центральный орган военного управления).

Сих казаков называли городовыми и поместными; они имели своих голов и атаманов. Головы стрелецкие из городов и головы казачьи признаваемы были в одинаковой степени.— В. Д. Сухоруков
В период русско-польской войны 1654—1667 годов в практику стрелецкой службы вводится пожалование стрелецких голов чином полковник, первоначально имевшим почётное значение.
В 1678 году в России было 26 стрелецких полков. Первым по номеру был полк стрелецкой конницы — Стремянной, располагавшийся около Московского Кремля и постоянно несший службу при «государевом стремяни».
В 1680 году (в другом источнике, 1681) было проведено переименование стрелецких голов в полковники, полуголов — в полуполковники, а сотников — в капитаны. С этого же времени старшим стрелецким командирам стал автоматически присваиваться придворный чин стольника, после чего их официальное наименование стало звучать как «стольник и полковник», «стольник и полуполковник». Должность не упразднялась вплоть до роспуска полков старого строя, в 1698 году, царём Петром.
Первыми стрелецкими головами были Григорий Желобов сын Пушешников, Матвей (Дьяк) Иванов сын Ржевский, Иван Семенов сын Черемесинов, Василий Фуников сын Прончищев, Федор Иванов сын Дурасов и Яков Степанов сын Бундов. Стрелецкие головы, как и сотники, получали поместные оклады.
Форма одежды стрелецких голов была призвана подчеркнуть их особый государевый статус. Кафтаны, ферязь и шуба обшивались шелками, парчой или бархатом, обильно украшались золотым или серебряным «кружевом» и жемчужной обнизью. На горностаевый подбой верхнего кафтана и опушку шапки (указывало на высокородное княжеское происхождение) шли дорогие меха. Шапка на собольем меху, на ней шитое жемчугом изображение короны, имела верх из бархата или парчи с запоной, выложенной жемчугом и драгоценными камнями. Обмундирование дополняли перчатки с крагами, украшенные золотым шитьём и бахромой, жёлтые сапоги и офицерская трость. Сабля и ножны оправлялась в золото, серебро и каменья. Парадная форма одежды надевалась только в особые дни — во время главных церковных праздников и при проведении торжественных мероприятий.